# Ob (tampó)

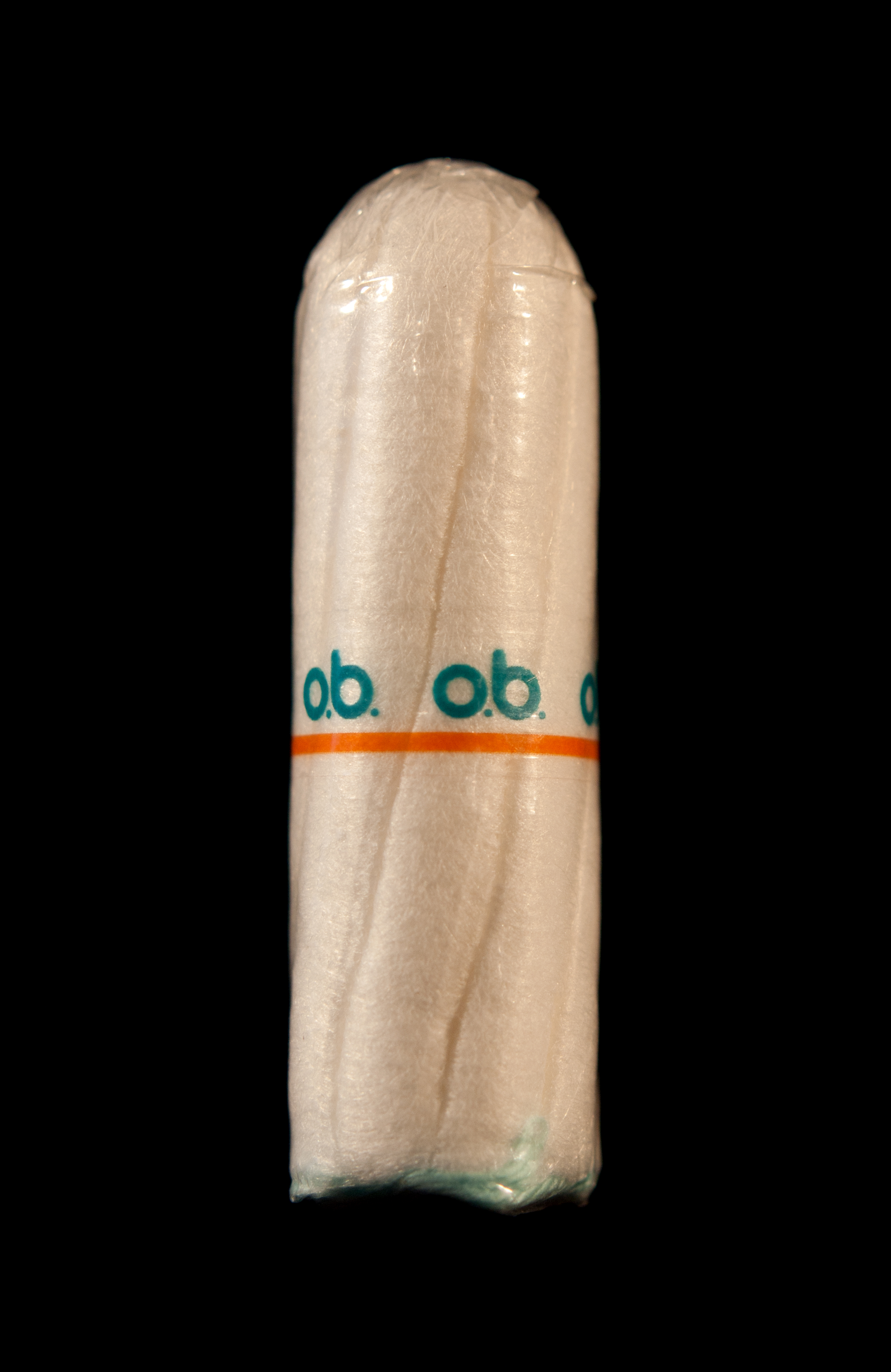
Tampó ob

ob (en alemany:ohne binde que es tradueix en «sense compresa»), és un tampó desenvolupat a Alemanya per iniciativa de l'enginyer Karl Hahn i l'advocat Heinz Mittag, i la ginecòloga Judith Esser-Mittag de la clínica de Wuppertal, que va contribuir en la invenció del producte.

## Història
La idea d'un tampó que pogués ser inserit sense un aplicador separat es va iniciar el 1947 per l'enginyer alemany d'automòbils Carl Hahn i l'advocat Heinz Mittag. Ells volien introduir en el mercat alemany tampons, però el cartó utilitzat en el producte dels Estats Units per a l'aplicador de tampons Tampax, que en aquest moment dominava el mercat, no estava disponible a Alemanya de la postguerra. Hahn i Mittag van demanar a Karl Julius Anselmino, director de l'hospital ginecològic de Wuppertal, assessorament en el seu disseny i desenvolupament. Els va contestar que el treball requeria una dona jove i els va recomanar la ginecòloga Judith Esser. El tampó ob consisteix en capes de fibra laminades que suposadament s'expandeixen uniformement des de tots els costats, omplint millor la cavitat vaginal que un tampó menys flexible. És més eficaç en la protecció contra fuites. Les capes de cotó i de raió aconsegueixen l'absorció necessària.
El disseny final d'Esser va entrar en producció a Wuppertal, al març de 1950. Per a l'any 2010 la planta de Wuppertal s'havia convertit en la major fàbrica de tampons en el món i s'exportaven a més de 30 països.
El 1974, Johnson & Johnson es va fer càrrec de la companyia d'Hahn i dos anys més tard van introduir els tampons ob en el mercat americà amb una campanya publicitària a la televisió i ràdio d'un cost de 8 milions de dòlars. La doctora Esser va aparèixer en alguns dels posteriors anuncis de la televisió dels Estats Units. Johnson & Johnson van introduir els tampons ob a la Xina el 1993, i a partir de 2016 encara eren l'única marca de tampons que es venien en botigues xineses.
El 2013 la marca ob va ser adquirida a Johnson & Johnson per Edgewell Personal Care.